# Labos János
Labos János (Magyaróvár (Moson megye), 1725. január 25. – Bécs, 1799. szeptember 9.) teológiai doktor és bölcseleti mester, Jézus-társasági áldozópap.

## Élete
Nemes származású. Budán tanult és a bölcseleti osztályból Bécsbe ment, ahol 1745. október 14-én a jezsuita rendbe lépett. A noviciátus elvégzése után 1748-ban Pécsett a rudimentát tanította, 1749-ben a principiát Sopronban; 1750-től 1752-ig a bécsi kollégiumban logikát, fizikát és metafizikát hallgatott. 1753-ban Budán a grammatikát, 1754-ben a költészetet tanította; 1755-től 1758-ig Kassán a teológiát hallgatta.
1757-ben pappá szentelték fel; 1759-ben Nagyszombatban a királyi konviktus igazgatója lett. 1760-ban Egerben a harmadik vizsgát tette; 1761-ben Komáromban ünnepi magyar hitszónok, 1762-től 1767-ig a bécsi császári és királyi Theresianumban kormányzó és a magyar nyelv tanára lett. 1763-ban ünnepélyes fogadalmat tett. 1767-ben Nagyszombatban a bölcselet, 1768-ban a természettan, 1769-ben az egyháztörténet, 1770-ben a kánonjog, 1771-1772-ben az erkölcsi hittan és 1773-ban Budán a teológia tanára volt.
A jezsuitarend eltöröltetése (1773) után Bécsben élt és a dohánynak új elkészítése módját találta fel, amellyel nagy kereskedést űzött a külfölddel.

## Munkái
1. Divus Ivo in Academia Societatis Jesu ... 1770. Mense Julio die 8. Tyrnaviae
2. Assertiones ex universo jure canonico ... Viennae, 1770
3. Abhandlung von der Pflegung des ungarischen Tabackes, worin zugleich gezeiget wird, dass aus dem gut gepflogenen ungarischen Tabacke, ein nicht nur dem spanischen ganz ähnlicher, sondern ein viel gesünderer, auch fast alle übrigen Gattungen des Tabackes, die in Europa besonders berühmt sind, nach dem vollen Umfange ihrer Eigenschaften, eben so gemacht werden können: vor andern aber aus jenem, welcher aus der Majorat Herrschaft ... des Grafen Michael Nádasd zu Ober Limbach erzeuget und fleissig gepflogen wird. Wien, 1789 (latinul: Uo. 1789)